# James Cagney

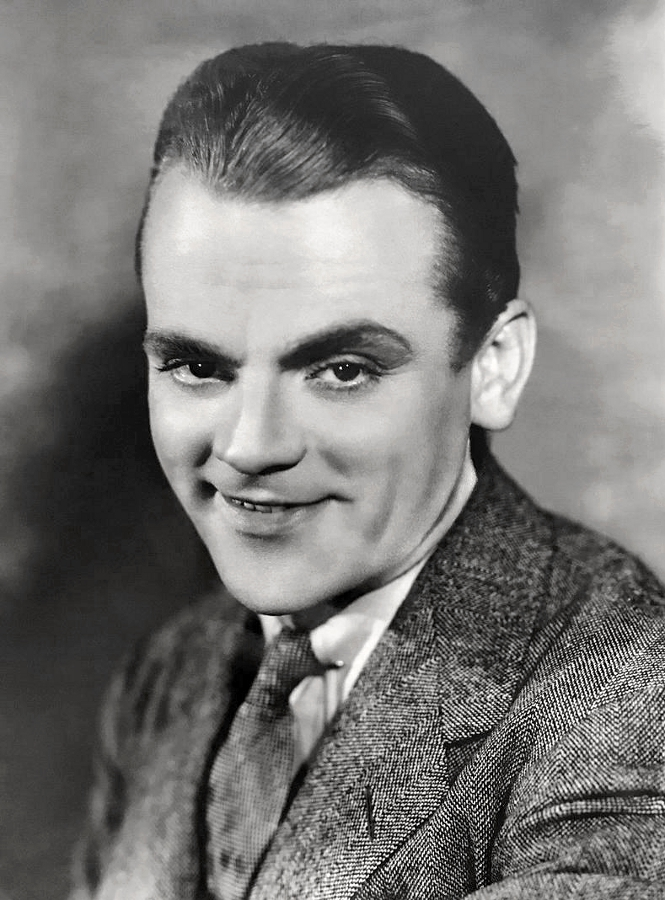
James Cagney (1930er Jahre)

James Francis Cagney, Jr. (* 17. Juli 1899 in New York City; † 30. März 1986 in Stanford, New York) war ein US-amerikanischer Filmschauspieler. Berühmtheit erlangte er durch seine Darstellung hartgesottener Gangster in Klassikern wie Der öffentliche Feind, Engel mit schmutzigen Gesichtern oder Sprung in den Tod. Er war jedoch auch als Tänzer und Komödiant erfolgreich, so wurde er für seinen Auftritt als Showmann in Yankee Doodle Dandy mit dem Oscar als bester Hauptdarsteller ausgezeichnet. Vom American Film Institute wurde Cagney auf Platz 8 der größten männlichen Filmlegenden aller Zeiten gewählt. 

## Leben und Karriere

### Frühes Leben und Theaterkarriere
Cagney wurde auf der Lower East Side (Manhattan) in New York City als Sohn eines Iren und einer norwegisch-irischen Mutter geboren. Sein Vater James Francis Cagney, Sr. arbeitete als Barkeeper und Amateurboxer. Seine Mutter Carolyn (geborene Nelson) war Tochter eines norwegischen Schiffskapitäns. Cagney war das zweite von sieben Kindern; zwei Geschwister starben kurz nach ihrer Geburt. Seine beiden jüngeren Geschwister William Cagney und Jeanne Cagney wurden später ebenfalls Schauspieler und kamen zu einigen Filmauftritten, allerdings ohne die Berühmtheit ihres Bruders zu erreichen.
Cagney, der als Kind kränklich war, absolvierte 1918 die Stuyvesant High School und ging an die Columbia University, wo er sein Kunststudium abschloss. Cagney, dessen Vater infolge der Grippewelle 1918 gestorben war, musste mit Gelegenheitsjobs zur Ernährung der Familie beitragen. Durch Zufall kam er zur Schauspielerei und begann als Pantomime und Komödiant im Theater aufzutreten. Zunächst blieb der Erfolg bescheiden. Mitte der 1920er-Jahre machte er mit größeren Rollen in Broadway-Stücken auf sich aufmerksam; Penny Arcade brachte ihm 1929 den endgültigen Durchbruch.

### Karriere als Filmstar

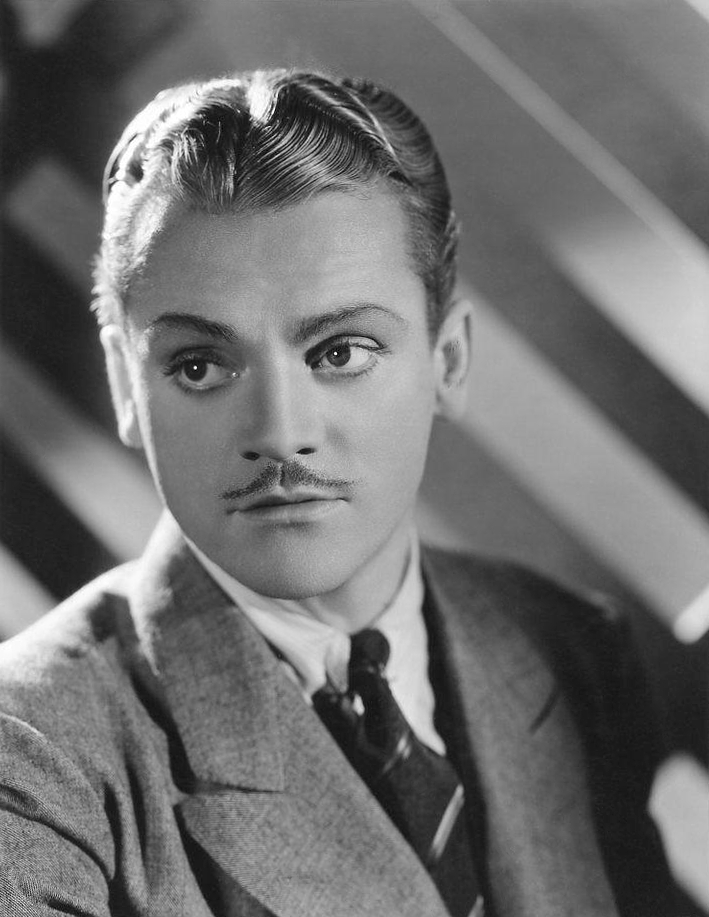
Cagney in der Kriminalkomödie Der Frauenheld (1933)

Erste Filmrollen in Hollywood hatte Cagney im Jahr 1930, in seinen ersten Filmen noch in Nebenrollen. Zum Filmstar wurde er 1931 durch seine Rolle als brutaler Gangsterboss Tom Powers in dem Gangsterfilm Der öffentliche Feind, in dem Cagney in einer berühmten Szene beim Frühstück eine halbe Grapefruit auf dem Gesicht seiner Geliebten (gespielt von Mae Clarke) zerquetscht. Mit Edward G. Robinson, dem anderen bekannten Gangsterdarsteller der 1930er und 1940er Jahre, drehte er direkt im Anschluss den Gangsterfilm Leichtes Geld, der im Glücksspielmilieu spielt. Edward G. Robinson ist darin als Gangsterboss mit einer Schwäche für Blondinen zu sehen, während James Cagney seine „rechte Hand“ spielt. Die Rolle in Der öffentliche Feind führte dazu, dass Cagney das Image des Gangsters erhielt, obwohl er überwiegend in anderen Rollen auftrat.
Cagney spielte daraufhin lediglich fünf Gangster – nämlich in Chicago – Engel mit schmutzigen Gesichtern, in Die wilden Zwanziger, in Sprung in den Tod, in Den Morgen wirst du nicht erleben und in Tyrannische Liebe –, trotzdem wurde er stark mit dem Image des hartgesottenen Verbrechers identifiziert. Für seine Rolle in Chicago – Engel mit schmutzigen Gesichtern wurde er für den Oscar nominiert. Der Film erzählt die Geschichte zweier Jungen, die zusammen aufwachsen; ein Junge wird später Gangster, der andere Priester. Den Gangsterboss spielte wiederum Cagney. Auch Humphrey Bogart wirkte als korrupter Anwalt mit. James Cagney und Humphrey Bogart drehten zusammen auch Die wilden Zwanziger, in dem sie zwei Kriegskameraden und spätere Schwarzbrenner spielen, sowie den Western Oklahoma Kid. In die entgegengesetzte Rolle des Polizisten schlüpfte Cagney 1935 in Der FBI-Agent.
Die meiste Zeit seiner Filmkarriere arbeitete Cagney für Warner Brothers, doch trotz der langen Zusammenarbeit war das Verhältnis zwischen ihm und dem Studio meist angespannt. Cagney verlangte von dem Studio mehr Rechte, etwa dass er sich seine Rollen selbst aussuchen konnte – Studioboss Jack L. Warner nannte ihn deswegen den „Professional Againster“ (dt.: „berufsmäßigen Neinsager“). Insgesamt verließ er das Studio während seiner Karriere mehrere Male, um jeweils zu verbesserten Vertragsbedingungen mit größerer künstlerischer Freiheit wiederzukehren. 1935 führten er und Warner Brothers einen Rechtsstreit wegen eines Vertragsbruchs, den Cagney schließlich gewann. In den 1940er-Jahren gründete er, nach einer erneuten Auseinandersetzung mit Warner, seine eigene Produktionsfirma unter dem Namen Cagney Productions, die jedoch nur wenige Jahre bestand. Er engagierte sich zudem für die Rechte seiner Schauspielkollegen und fungierte für zwei Jahre als Präsident der Schauspielgewerkschaft Screen Actors Guild.
Außer unsympathischen Gangstern spielte Cagney unter anderem Boxer, Reporter, Geheimagenten, Piloten und sympathische Betrüger wie in Ein charmanter Schwindler. Mit Bette Davis drehte er Die Braut kam per Nachnahme, eine Komödie, in der James Cagney als Pilot die von Bette Davis gespielte Braut im Auftrage ihres eigenen Vaters entführt, um sie von einer Eheschließung mit einem ihm nicht genehmen Bandleader abzuhalten, wobei beide in der Wüste stranden. 1935 spielte Cagney seine ungewöhnlichste Rolle in Ein Sommernachtstraum, einer Verfilmung von William Shakespeares gleichnamiger Komödie. James Cagney spielte den Zettel, einen jungen Mann, der in einen Esel verwandelt wird. Einen Oscar erhielt Cagney 1942 für seine Rolle als Komponist und Impresario George M. Cohan in Yankee Doodle Dandy, einer Mischung aus Musical und Filmbiografie. Die Rolle des George M. Cohan wiederholte er 1955 in Komödiantenkinder, einem Film über den Bühnenkomiker Eddie Foy, der von Bob Hope gespielt wurde. Den Schauspieler Lon Chaney spielte Cagney in der Filmbiografie Der Mann mit den 1000 Gesichtern. Chaney war ein Schauspieler der Stummfilmzeit, der seinerzeit für seine grotesken Masken berühmt war. Er spielte unter anderem Hauptrollen in Stummfilmversionen von Der Glöckner von Notre-Dame und Das Phantom der Oper.

### Ruhestand und Comeback

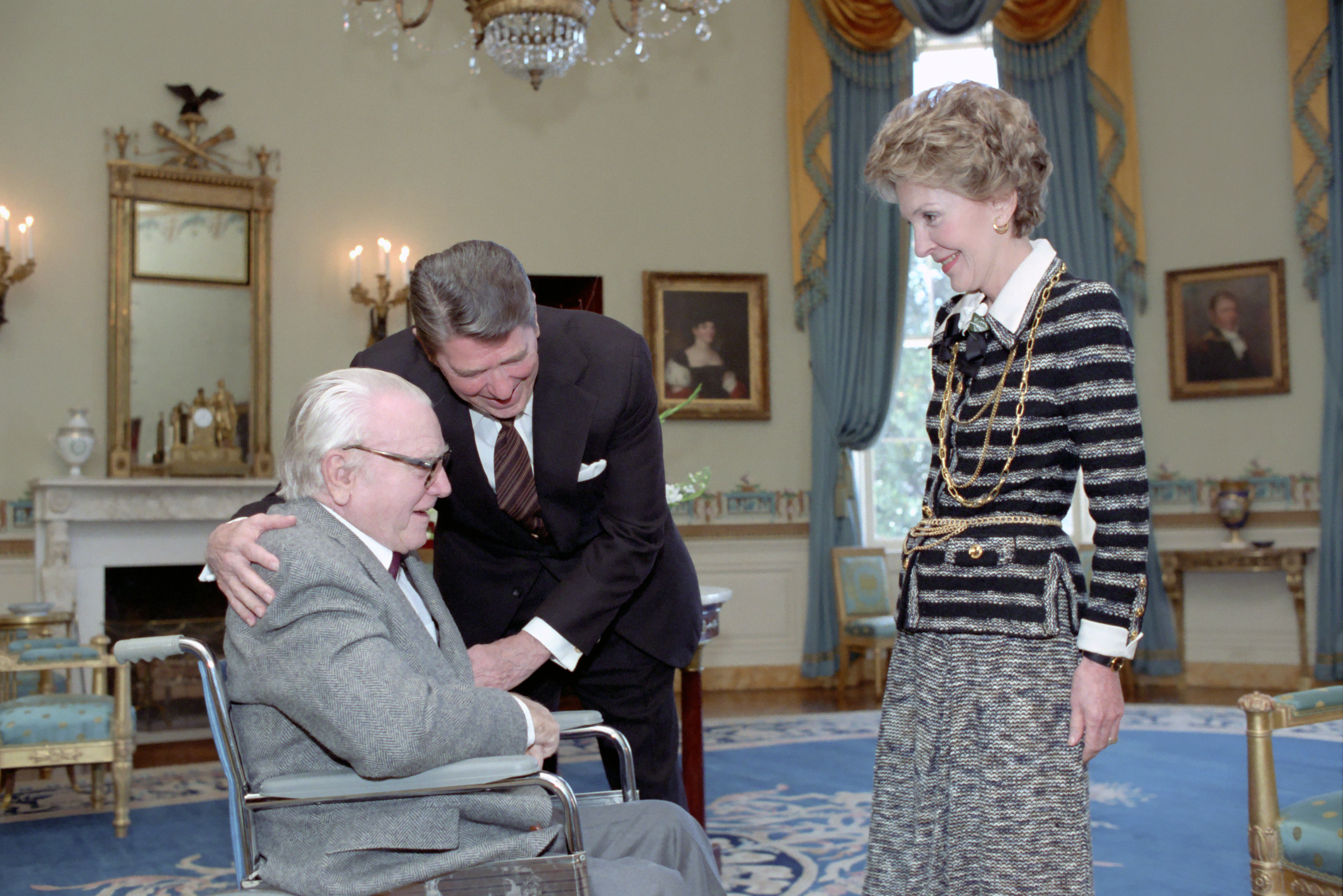
Cagney mit Ronald und Nancy Reagan (1984)

Im Jahr 1961 spielte Cagney die Figur des C. R. MacNamara, den West-Berliner Geschäftsführer von Coca-Cola in der Komödie Eins, Zwei, Drei, bei der Billy Wilder Regie führte. Der Film war bei seiner Veröffentlichung kein Erfolg, erreichte aber später vor allem in Deutschland Kultstatus. Die Dreharbeiten waren anstrengend und Cagney hatte einige Streitereien mit seinem Leinwandpartner Horst Buchholz. Er entschied schließlich, sich aus dem Schauspielgeschäft zurückzuziehen. Für die nächsten 20 Jahre trat er nur noch als Erzählerstimme von zwei Filmen in Erscheinung. Diverse Rollenangebote wie Alfred Doolittle in My Fair Lady (1964) oder Hyman Roth in Der Pate – Teil II (1974) schlug Cagney aus.

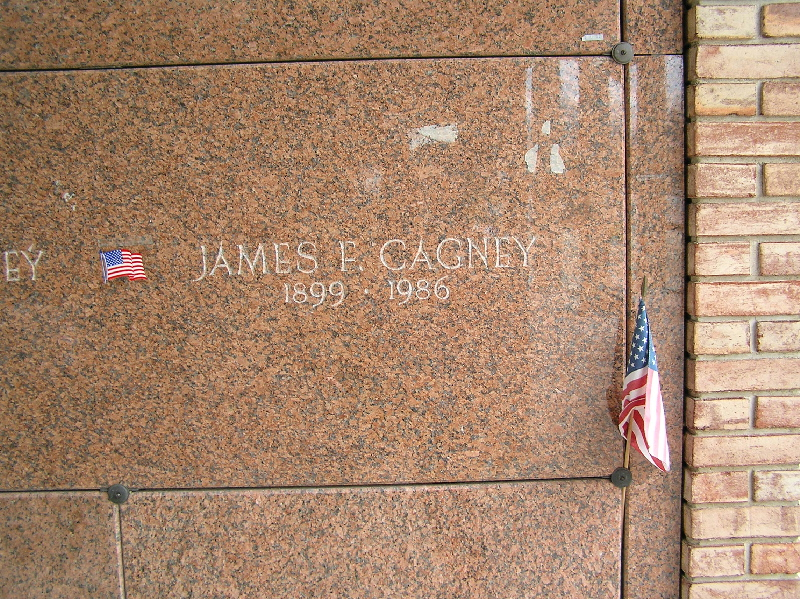
James Cagneys Grabstätte auf dem Gate of Heaven Cemetery

1974 wurde er mit dem AFI Life Achievement Award für sein Lebenswerk ausgezeichnet. Nach einem Schlaganfall Ende der 1970er-Jahre fielen ihm einige seiner Hobbys wie das Reiten und Tanzen zunehmend schwer, was bei ihm zeitweise Depressionen auslöste. Er kehrte daraufhin zur Schauspielerei zurück. 1981 feierte James Cagney sein überraschendes Comeback. In dem Drama Ragtime unter der Regie von Miloš Forman übernahm er eine verhältnismäßig kleine, aber wichtige Rolle als Polizeichef. Seinen letzten Auftritt hatte er 1984 in dem Fernsehfilm Nick sitzt in der Klemme, wo er einen ehemaligen Boxer im Rollstuhl spielte.

### Privatleben und Tod
James Cagney war von 1922 bis zu seinem Tod 64 Jahre lang mit Frances Cagney (1899–1994) verheiratet. Sie hatten zwei Kinder. Am 30. März 1986 verstarb Cagney im Alter von 86 Jahren auf seinem Wohnsitz in Dutchess County an einem Herzinfarkt. Die Beerdigung fand auf dem Gate of Heaven Cemetery statt, die Grabesrede hielt der damalige US-Präsident Ronald Reagan, ein guter Freund von Cagney.

## Synchronisation
Viele der Synchronisationen Cagneys wurden von Wolfgang Draeger übernommen. Weitere Synchronsprecher, die Cagney ihre Stimme liehen, waren Hans Hessling und Horst Niendorf.

## Filmografie

### Als Darsteller
- 1930: Sinners’ Holiday
- 1930: The Doorway to Hell
- 1931: Der öffentliche Feind (The Public Enemy)
- 1931: Leichtes Geld (Smart Money)
- 1931: Blonde Crazy
- 1931: Die Frau meines Freundes (Other Men’s Women)
- 1931: The Millionaire
- 1932: Der Schrei der Menge (The Crowd Roars)
- 1932: Taxi!
- 1932: Winner Take All
- 1933: Ein charmanter Schwindler (Hard to Handle)
- 1933: Der Frauenheld (Lady Killer)
- 1933: Der Mann mit der Kamera (Picture Snatcher)
- 1933: Parade im Rampenlicht (Footlight Parade)
- 1933: The Mayor of Hell
- 1934: Ein feiner Herr (Jimmy the Gent)
- 1934: Ein schwerer Junge (The St. Louis Kid)
- 1934: He Was Her Man
- 1934: Dickschädel (Here Comes the Navy)
- 1935: Der FBI-Agent (’G’ Men)
- 1935: Devil Dogs of the Air
- 1935: Ein Sommernachtstraum (A Midsummer Night’s Dream)
- 1935: Frisco Kid
- 1935: The Irish in Us
- 1936: Höhe Null (Ceiling Zero)
- 1936: Great Guy
- 1937: Musik in den Fäusten (Something to Sing About)
- 1938: Chicago – Engel mit schmutzigen Gesichtern (Angels with Dirty Faces)
- 1938: Der kleine Star (Boy Meets Girl)
- 1939: Die wilden Zwanziger (The Roaring Twenties)
- 1939: Todesangst bei jeder Dämmerung (Each Dawn I Die)
- 1939: Oklahoma Kid (The Oklahoma Kid)
- 1940: Im Taumel der Weltstadt (City for Conquest)
- 1940: The Fighting 69th
- 1940: Tropische Zone (Torrid Zone)
- 1941: Schönste der Stadt (The Strawberry Blonde)
- 1941: Die Braut kam per Nachnahme (The Bride Came C.O.D.)
- 1942: Helden der Lüfte (Captains of the Clouds)
- 1942: Yankee Doodle Dandy
- 1943: Johnny Come Lately
- 1943: You, John Jones!
- 1945: Spionage in Fernost (Blood on the Sun)
- 1946: 13 Rue Madeleine
- 1948: The Time of Your Life
- 1949: Sprung in den Tod (White Heat)
- 1950: Den Morgen wirst du nicht erleben (Kiss Tomorrow Goodbye)
- 1950: The West Point Story
- 1951: Come Fill the Cup
- 1951: Starlift
- 1952: What Price Glory
- 1953: A Lion Is in the Streets
- 1955: Im Schatten des Galgens (Run for Cover)
- 1955: Keine Zeit für Heldentum (Mister Roberts)
- 1955: Komödiantenkinder (The Seven Little Foys)
- 1955: Tyrannische Liebe (Love Me or Leave Me)
- 1956: Das Herz eines Millionärs (These Wilder Years)
- 1956: Mein Wille ist Gesetz (Tribute to a Bad Man)
- 1957: Der Mann mit den 1000 Gesichtern (Man of a Thousand Faces)
- 1959: Ein Händedruck des Teufels (Shake Hands with the Devil)
- 1959: Never Steal Anything Small
- 1960: Der Admiral (The Gallant Hours)
- 1961: Eins, Zwei, Drei (One, Two, Three)
- 1962: The Road to the Wall (Dokumentar-Kurzfilm, Sprecher)
- 1966: The Ballad of Smokey the Bear (Stimme als Erzähler)
- 1967: Die Wegelagerer (Arizona Bushwhackers) (Stimme)
- 1981: Ragtime
- 1984: Nick sitzt in der Klemme (Terrible Joe Moran) (Fernsehfilm)

### Als Regisseur
- 1957: Mit dem Satan auf Du (Short Cut to Hell)

## Auszeichnungen und Ehrungen
- 1938: New York Film Critics Circle Award als bester Hauptdarsteller für Chicago – Engel mit schmutzigen Gesichtern
- 1939: Nominierung für den Oscar als bester Hauptdarsteller für Chicago – Engel mit schmutzigen Gesichtern
- 1942: New York Film Critics Circle Award als bester Hauptdarsteller für Yankee Doodle Dandy
- 1943: Oscar als bester Hauptdarsteller für Yankee Doodle Dandy
- 1956: Nominierung für den Oscar als bester Hauptdarsteller für Tyrannische Liebe
- 1960: Stern auf dem Hollywood Walk of Fame (6504 Hollywood Blvd.)
- 1961: Nominierung für den New York Film Critics Circle Award als bester Hauptdarsteller für Eins, Zwei, Drei
- 1974: AFI Life Achievement Award des American Film Institutes für sein Lebenswerk
- 1977: Screen Actors Guild Life Achievement Award für sein Lebenswerk und seine Verdienste um die Schauspielerei
- 1980: Kennedy-Preis für „außergewöhnliche Beiträge zur amerikanischen Kultur“
- 1981: Career Achievement Award des National Board of Review
- 1984: Presidential Medal of Freedom

- Der Asteroid (6377) Cagney wurde nach ihm benannt.